# Basilique San Crisogono
La basilique San Crisogono (en français : Saint-Chrysogone) est une église romaine située dans le quartier Trastevere sur la via di Trastevere. C'est l'une des plus anciennes églises de Rome, édifiée initialement au IVe siècle et entièrement reconstruite au XVIIe siècle, dédiée à saint Chrysogone d'Aquilée.

## Historique
La construction de cette très vieille église fut ordonnée par le pape Sylvestre Ier. Il reste des vestiges de ce premier édifice dans la sacristie. Une première reconstruction eut lieu au XIIe siècle, dont le campanile est préservé, puis une seconde totale au XVIIe siècle, sur la volonté du cardinal Scipione Borghese qui confie la réalisation en 1626 à Giovanni Battista Soria.
Cet édifice fut pendant des siècles l'église nationale des Sardes et des Corses à Rome. De nombreux Corses vivant dans le quartier romain du Trastevere ou membres de la garde pontificale furent inhumés dans la crypte de l'église.
Le dernier comte de Corse, Giovan Paolo da Leca y est inhumé par exemple.
La basilique est le siège du titre cardinalice San Crisogono instauré en 112 et attribué à l'église au IVe siècle.

## Architecture et ornements

### Extérieur
L'extérieur de la basilique est caractérisé par la façade principale qui donne sur le Viale Trastevere, reconstruite en style baroque à la demande du cardinal Scipione Caffarelli-Borghese en 1626. Elle est précédée d'un pronaos qui s'ouvre vers l'extérieur par quatre colonnes toscanes soutenant une corniche surmontée de sculptures d'aigles et de paniers de fleurs. Sur les côtés s'ouvrent deux entrées, constituées chacune d'un arc en plein cintre. La partie supérieure de la façade se termine au sommet par un fronton triangulaire idéalement soutenu par quatre pilastres ioniques ; une grande fenêtre s'ouvre au centre de la façade.
À droite de l'église s'élève le clocher roman du XIIe siècle, surmonté d'une flèche pyramidale carrée, au parement de brique, divisée en plusieurs ordres par des corniches et s'ouvrant sur l'extérieur par des fenêtres à simples et doubles lancettes.

### Intérieur

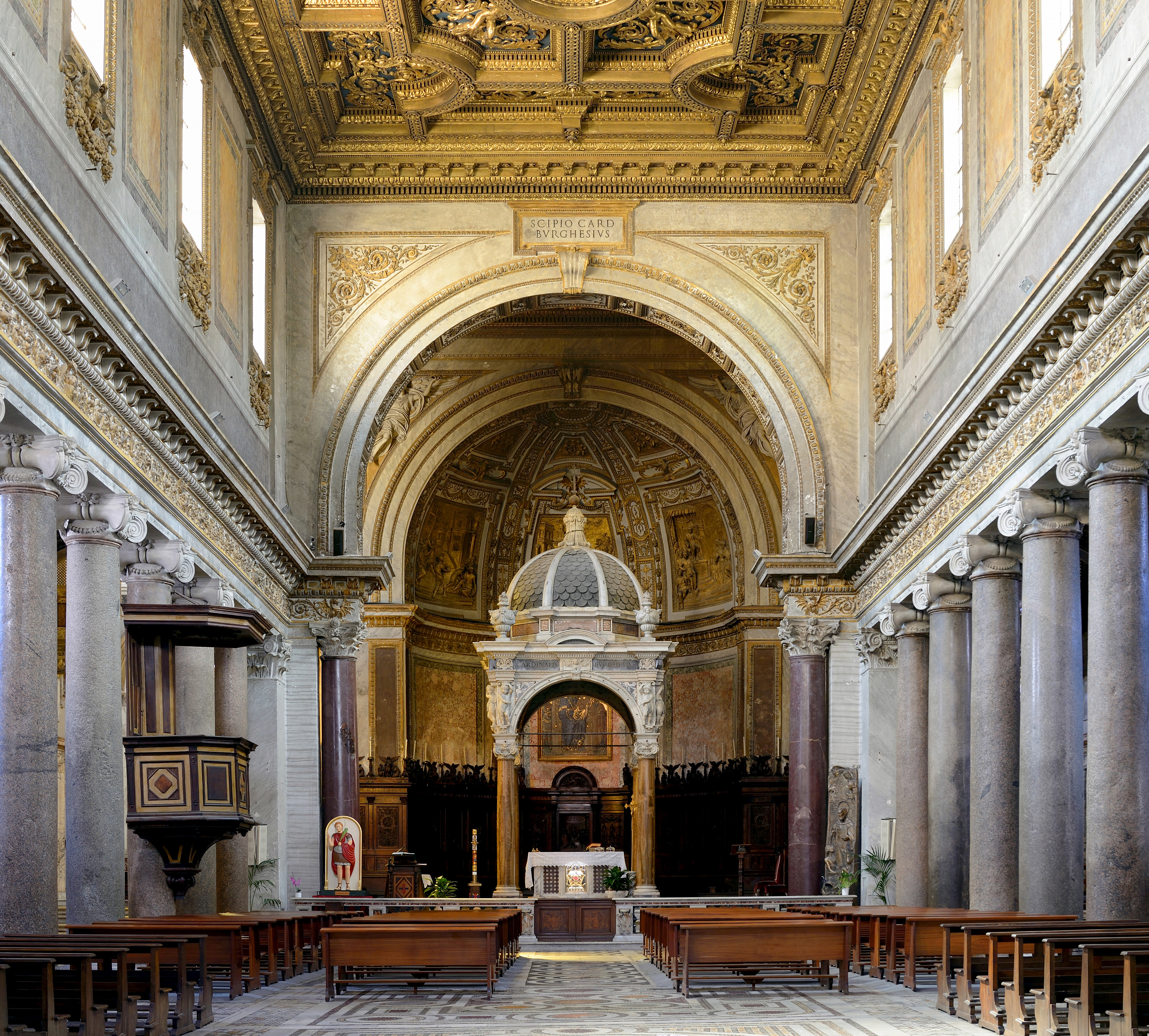
Intérieur

La basilique est à nef unique avec 22 colonnes datant de l'église primitive du IVe siècle. Le maître-autel date de 1127 et le baldaquin est du Bernin. Le plafond à caissons est en bois avec une reproduction d'une peinture de Guercino, La gloria di san Crisogono, dont l'original fut vendu à un collectionneur anglais au XIXe siècle. À gauche de l'entrée se trouve un monument au cardinal Giovanni Jacopo Millo fait par Carlo Marchionni et Pietro Bracci. Parmi les autres œuvres se trouvent trois archanges de Giovanni da San Giovanni, une Crucifixion de Paolo Guidotti, une Trinité de Giacinto Gimignani, et une peinture de Ludovico Gimignani (en).
La basilique abrite le corps d'Anne-Marie Taigi, déclarée « bienheureuse » en 1920.

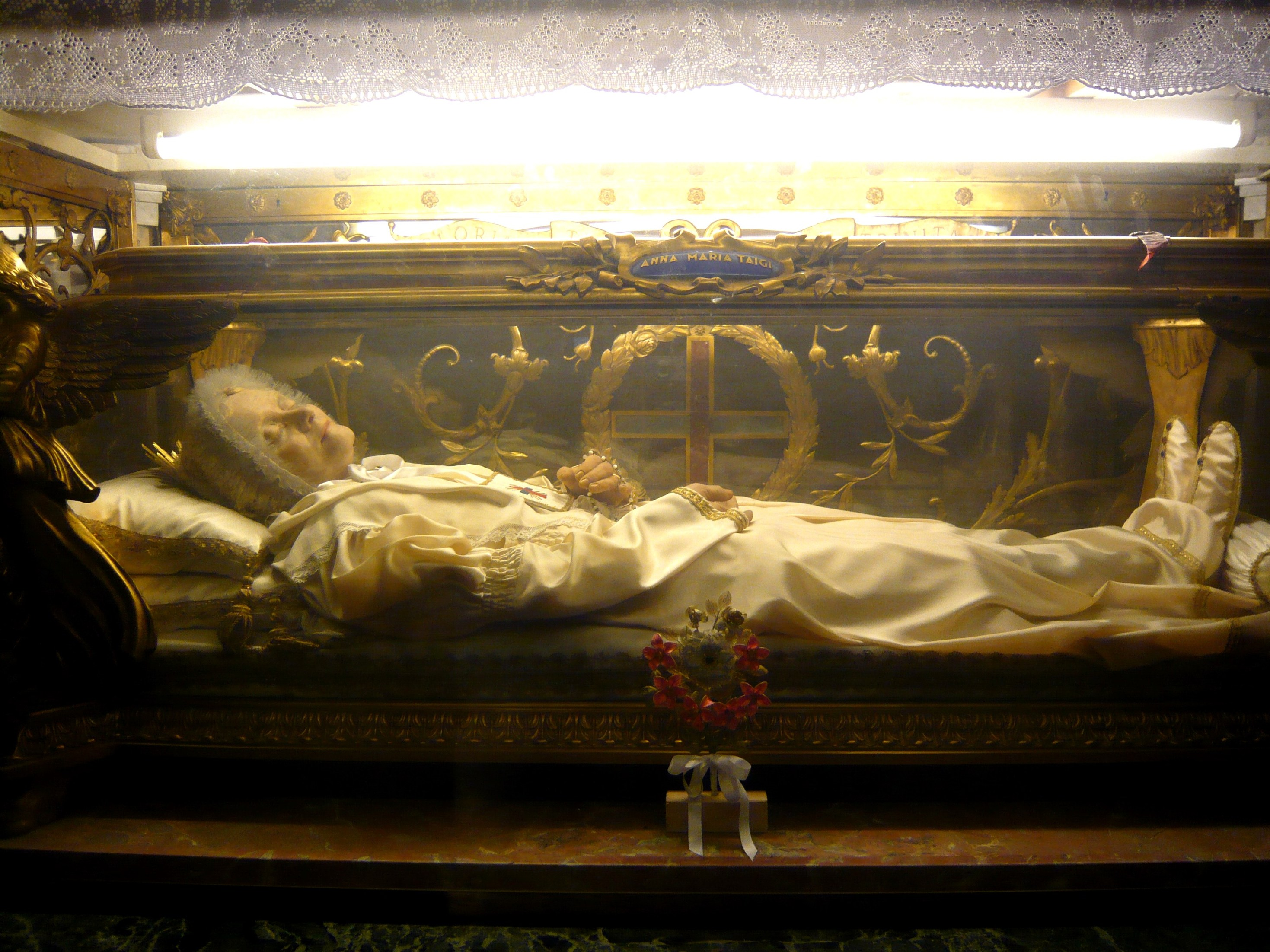
Sanctuaire d'Anne-Marie Taigi
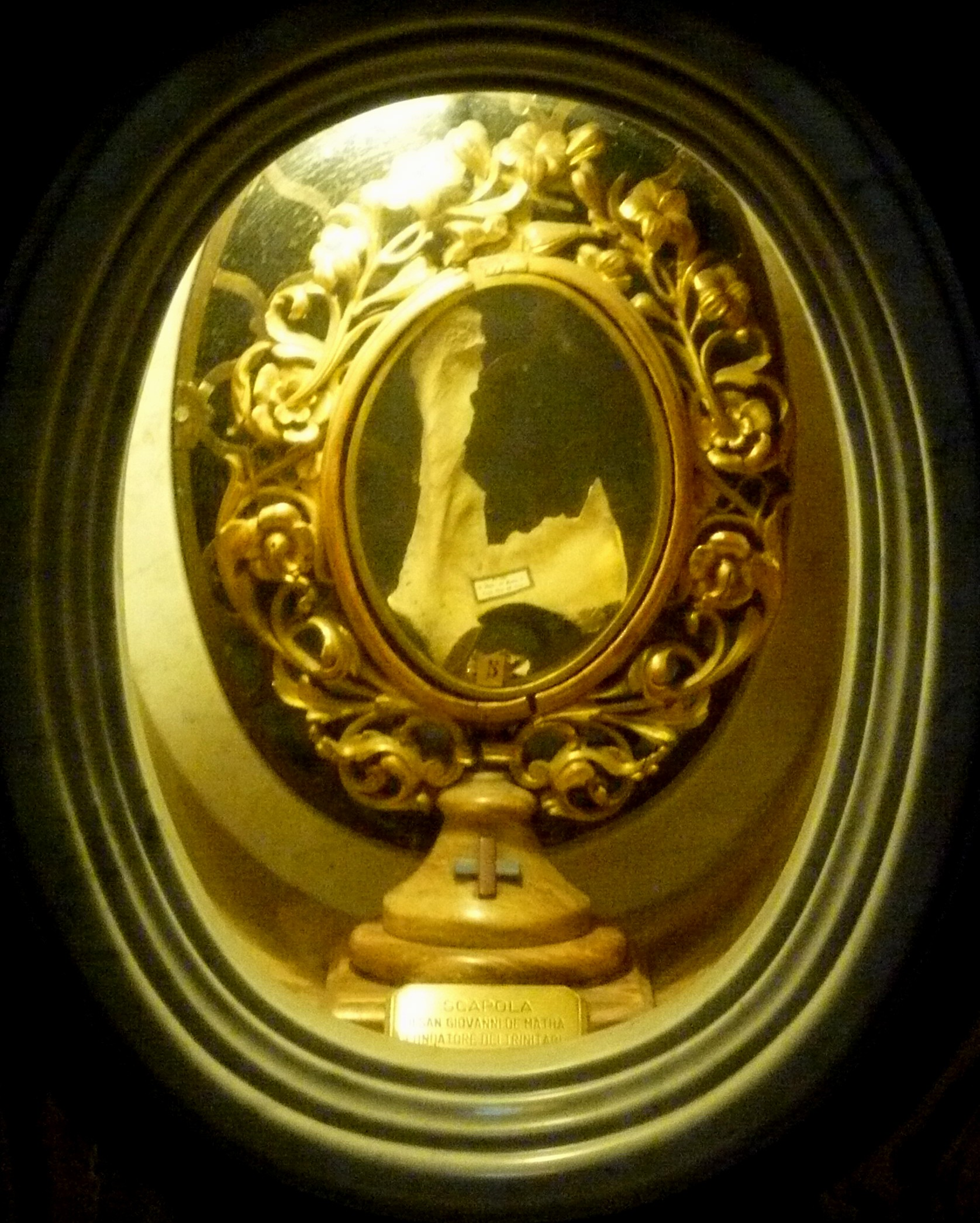
Relique de l'omoplate de Jean de Matha
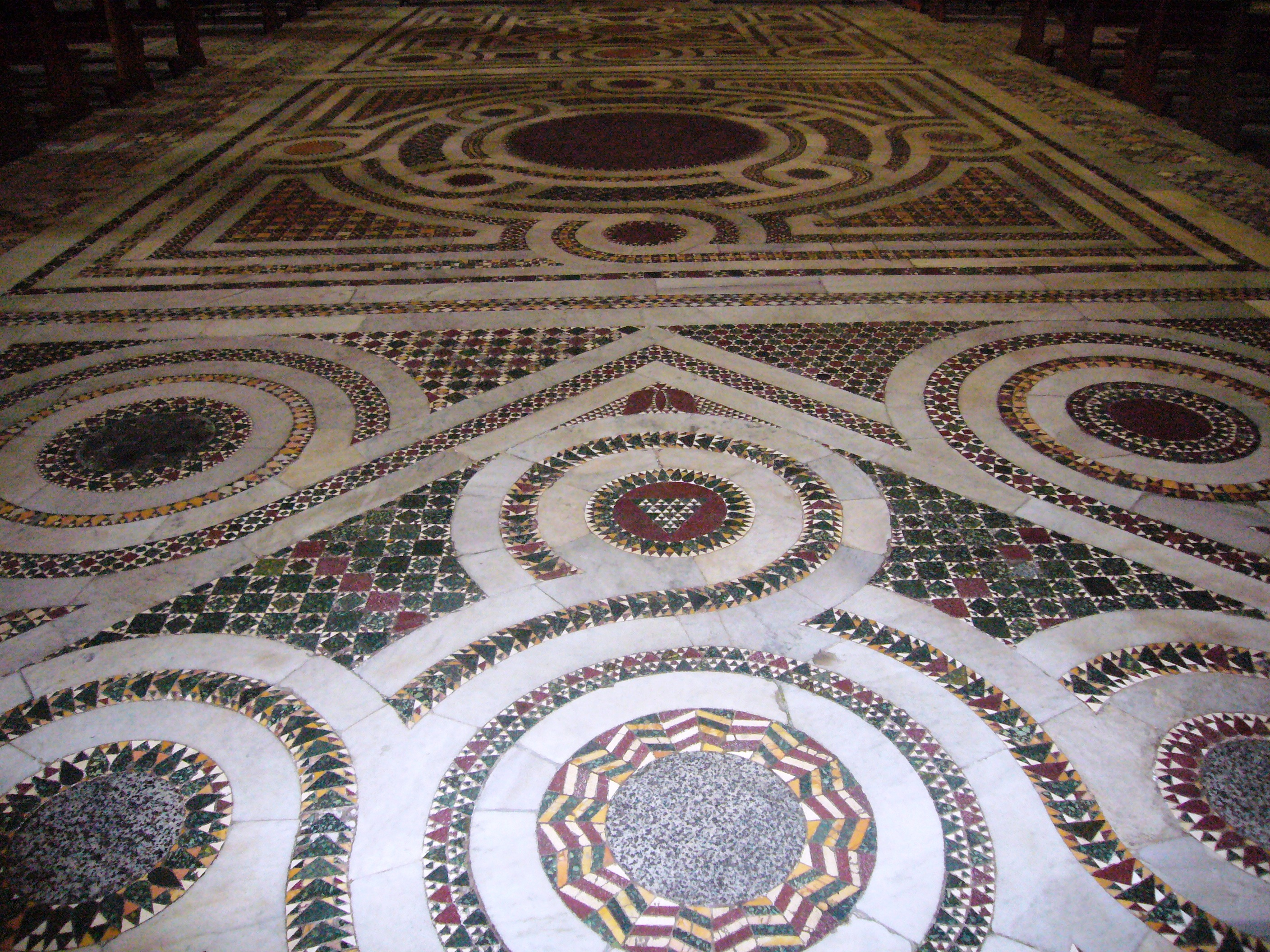
Pavement cosmatesque

### Vestiges de l'église primitive

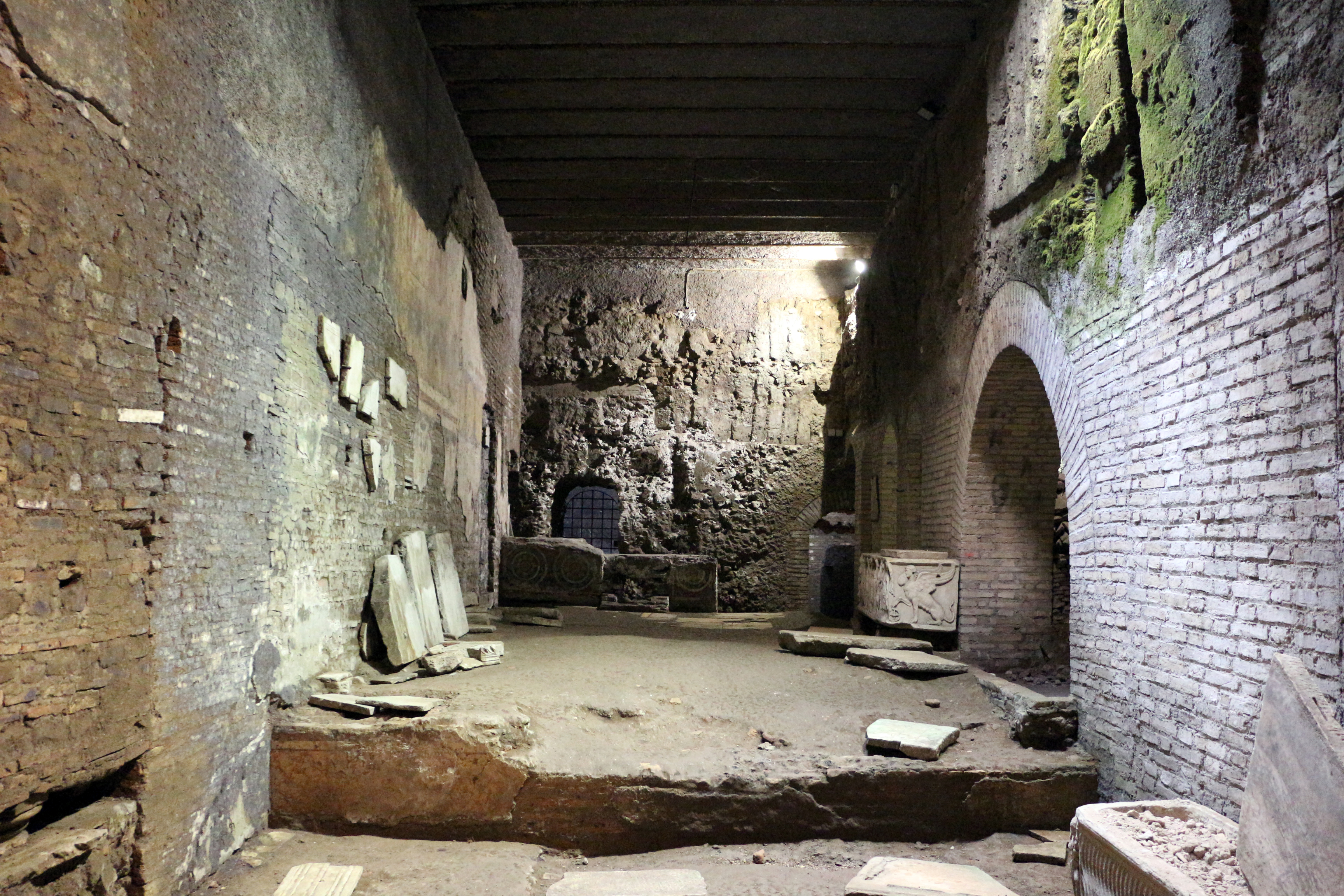
Vestiges de la basilique paléochrétienne.

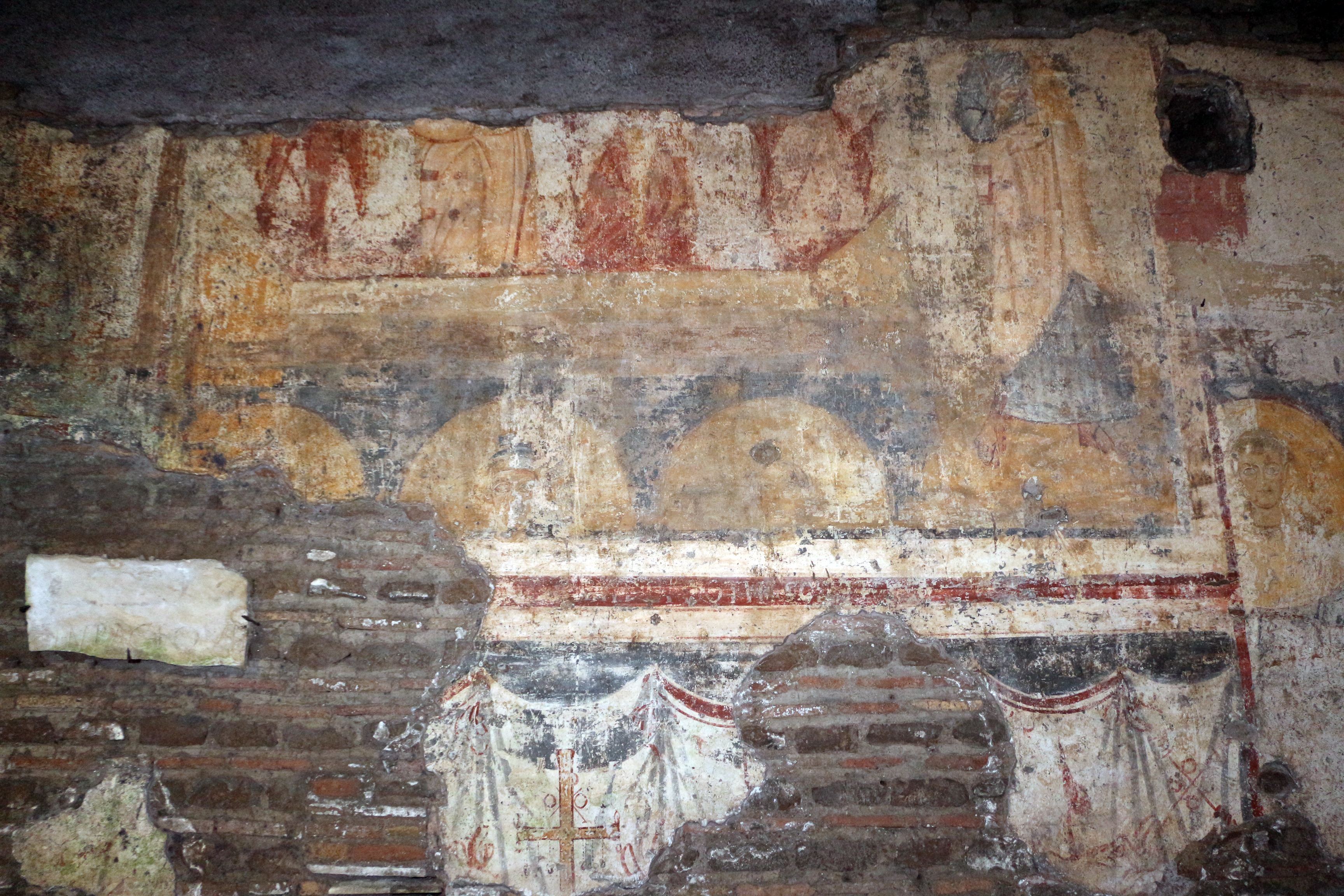
Fresques de la basilique primitive, figurant des saints au-dessus d'éléments d'architecture.

Les vestiges de l'église de l'époque constantinienne, accessibles depuis la sacristie, sont situés au-dessus d'anciennes maisons romaines de la fin de l'époque républicaine. L'abside qui contenait les reliques de saint Chrysogone d'Aquilée était située en tête de la nef unique de la basilique, qui se terminait par des pastorophories, salles de service courantes dans les églises orientales : celle de droite a pu être un diakonikon, sorte de sacristie, tandis que l'autre aurait rempli les fonctions de prothesis, lieu où étaient conservées les reliques.
La forme particulière de l'église, avec une seule nef au lieu de trois, et la présence de plusieurs bassins suggèrent la possible transformation d'un ancien local commercial en lieu de culte, peut-être une fullonica destinée à la teinturerie, pas du tout inattendue dans le contexte du quartier industriel de l'époque.
Des fresques des VIIIe et XIe siècles ont été retrouvées, notamment : Le Pape Sylvestre capturant le dragon, Saint Pantaléon guérissant l'aveugle, Saint Benoît guérissant le lépreux et sauvant Saint Placide.